# Kees de Kort (atleet)
Cornelis (Kees) de Kort (Oisterwijk, 10 maart 1943) is een voormalige Nederlandse atleet, die zich had toegelegd op het nummer hink-stap-springen, maar ook op andere atletiekonderdelen goed presteerde. Met name zijn prestaties bij het polsstokhoogspringen waren opvallend: zijn eerste nationale titel veroverde hij op dit nummer. Daarnaast werd hij vijfmaal Nederlands kampioen hink-stap-springen. Ook was hij enkele jaren nationaal indoorrecordhouder op dit nummer.

## Biografie

### Begonnen op de boerderij
De Kort begon op veertienjarige leeftijd met atletiek. Hij sloot zich aan bij RKJB, de Rooms Katholieke Jonge Boeren, die ook wat aan atletiek deden en de boerderij van zijn ouders als trainingsaccommodatie gebruikten. In 1959 stapte hij over naar het Oisterwijkse Taxandria, waarvan hij in eerste instantie tot 1965 lid bleef, waarna hij zich aansloot bij PSV in Eindhoven, waar hij dat jaar op kamers woonde. Dit was echter van korte duur; in 1966 was De Kort alweer terug bij Taxandria. Ten slotte belandde hij gedurende het laatste deel van zijn atletiekloopbaan bij AV Sprint in Breda. Deze stap zette hij vooral om te kunnen deelnemen aan de competitiewedstrijden in de hoofdklasse.

### Eerste titel op polshoog
Zijn eerste interlands beleefde De Kort reeds tijdens zijn juniorentijd. In totaal verdedigde hij in die periode vijfmaal de Nederlandse driekleur. Het scheelde niet veel, of hij had ook zijn eerste titel bij de junioren veroverd: in 1961 werd hij als achttienjarige bij de Nederlandse jeugdkampioenschappen in Rotterdam bijna kampioen verspringen. Vlak achter de zeventienjarige Leo de Winter, die een winnende sprong van 6,77 m produceerde, werd hij met een afstand van 6,56 tweede.
Zijn eerste senioreninterland vond plaats in 1964 tegen Oostenrijk; er zouden er nog veertien volgen. Hierin was hij steevast van de partij als hink-stap-springer. Van die eerste interland tegen Oostenrijk herinnert Kees de Kort zich, dat hij bij zijn laatste poging, op het laatste onderdeel, zijn PR verbeterde van 14,31 naar 14,40, waardoor hij van de vierde naar de tweede plaats opschoof, wat precies voldoende was om Nederland met 82 tegen 80 punten van Oostenrijk te laten winnen.
Des te opvallender is het, dat hij bij de Nederlandse kampioenschappen van 1968 zijn eerste nationale titel veroverde op ... polsstokhoogspringen.

### Stempel
Vanaf 1969 drukte De Kort op de NK’s echter zijn stempel op het hink-stap-springen, waarop hij tot en met 1971 ongeslagen bleef. Voorafgaand aan die periode was hij van 1966 tot en met 1968 steeds als tweede geëindigd.
Op de tienkamp kon hij eveneens goed uit de voeten; ook op deze zware atletiekdiscipline nam hij enkele keren deel aan Nederlandse kampioenschappen. Tweemaal eindigde hij hierbij op een zesde plaats.

### Trainers
Kees de Kort volgde voor zijn favoriete nummer, het hink-stap-springen, de centrale trainingen van Peter Nederhand. Deze werden gegeven op Papendal. De centrale trainingen voor polsstokhoogspringen werden verzorgd door Wil Westphal in de oude RAI in Amsterdam.
De Kort heeft zelf ook training gegeven en wel in 1967 aan een groep polsstokhoogspringers van PH in Vught. Tot de groep die hij trainde, behoorde de jeugdkampioenen Frans van der Steen en Jan van Dinther, verder Hans Jansen (de vader van huidig topspringer Robbert-Jan Jansen) en Piet van Heeswijk.

### Leven na de atletiek
Kees de Kort zette aan het eind van 1973 een punt achter zijn atletiekcarrière, maar trachtte op zijn 40e nog in de boeken te komen als veteraan. Op de eerste de beste trainingsavond bij PH in Vught ging het echter al mis. Bij zijn eerste proefhink-stap-sprong knapte de achillespees van zijn hinkstapbeen. Dit was het einde van een nieuw begin als veteraan.
Na zijn atletiekcarrière richtte De Kort zich vervolgens op het tennissen, waarin hij sindsdien actief is. Jarenlang werkte hij als werktuigkundig technicus in uiteenlopende functies. Hij is getrouwd, heeft drie kinderen en vijf kleinkinderen en is woonachtig in Udenhout.

### Opnieuw besmet
Gedurende tientallen jaren had De Kort daarna alle interesse in de atletieksport verloren. Totdat zijn dochter, die pal tegenover het Olympisch Stadion in Amsterdam woonde, hem overhaalde om eens naar de Nederlandse kampioenschappen te komen kijken. Sindsdien is hij opnieuw 'besmet' geraakt met het atletiekvirus. Eind 2005 werd hij lid van de Vrienden van de KNAU en sinds oktober 2007 is hij secretaris van deze vereniging van oud-atleten. Hiermee volgde hij oud-sprintkampioene Wilma van Gool op, die deze functie daarvóór twaalf jaar bekleedde.

## Nederlandse kampioenschappen
Outdoor
| Onderdeel            | Jaar             |
| -------------------- | ---------------- |
| hink-stap-springen   | 1969, 1970, 1971 |
| polsstokhoogspringen | 1968             |

Indoor
| Onderdeel          | Jaar       |
| ------------------ | ---------- |
| hink-stap-springen | 1970, 1971 |

## Records

### Persoonlijke records
Outdoor
| Onderdeel            | Prestatie | Datum                | Plaats      |
| -------------------- | --------- | -------------------- | ----------- |
| 100 m                | 11,2 s    | 1 oktober 1966       | Vlaardingen |
| 400 m                | 52,6 s    | 18 juni 1967         | Oisterwijk  |
| 110 m horden         | 16,3 s    | 28 juli 1963         | Arnhem      |
| verspringen          | 7,06 m    | 27 augustus 1967     | Oisterwijk  |
| hink-stap-springen   | 15,15 m   | 24 mei 1970          | Amsterdam   |
| hoogspringen         | 1,75 m    | 5 september 1964     | Enschede    |
| polsstokhoogspringen | 4,15 m    | 7 mei 1967           | Amsterdam   |
| discuswerpen         | 37,41 m   | 18 juni 1967         | Oisterwijk  |
| tienkamp             | 6.149 p   | 18/19 september 1965 | Vlaardingen |

Indoor
| Onderdeel            | Prestatie       | Datum          | Plaats    |
| -------------------- | --------------- | -------------- | --------- |
| hink-stap-springen   | 15,02 m (ex-NR) | 2 januari 1971 | Leiden    |
| polsstokhoogspringen | 4,00 m *        | 12 maart 1967  | Amsterdam |

* De Kort kwam op 21 oktober 1968 bij de opening van een nieuwe evenementenhal in Eindhoven tot 4,20 m. Aangezien het hier een demonstratiewedstrijd betrof, is deze prestatie nooit officieel erkend.

### Nederlandse records
Indoor
| Onderdeel          | Prestatie | Datum          | Plaats    |
| ------------------ | --------- | -------------- | --------- |
| hink-stap-springen | 14,35 m   | 8 maart 1970   | Groningen |
|                    | 15,02 m   | 2 januari 1971 | Leiden    |

## Palmares

### hink-stap-springen
- 1963:  NK – 13,25 m
- 1964:  Interl. Ned.-Oostenrijk – 14,40 m
- 1964: 4e Interl. Mittelrhein-Ned.-België – 13,50 m
- 1964:  NK – 14,31 m
- 1964: 6e Interl. Benelux-Frankrijk – 13,59 m
- 1965: 4e Interl. Ned.–Zwitserland - 14,23 m
- 1965: 5e Interl. Frankrijk–Benelux – 14,00 m
- 1965:  NK – 14,09 m
- 1965:  Interl. België-Ned.-Oostenrijk – 14,26 m
- 1966:  NK – 14,13 m
- 1967:  NK – 14,46 m
- 1967: 4e Interl. Noorwegen-Benelux – 14,53 m
- 1968:  NK – 14,56 m
- 1969:  Interl. Ned- België – 14,01 m
- 1969:  NK – 14,87 m
- 1969:  Interl. Noorwegen-Benelux – 14,77 m
- 1970:  NK indoor – 14,35 m
- 1970:  Interl. Zwitserland-België-Ned. – 14,72 m
- 1970: 4e Voorronde Europa Cup in Barcelona – 14,81 m
- 1970:  NK – 14,26 m
- 1970:  Interl. Ned.-Denemarken – 14,97 m
- 1971:  NK indoor – 14,79 m
- 1971:  Zeslandenwedstrijd in Brussel – 14,65 m
- 1971:  NK – 14,60 m
- 1971:  Interl. Duitsland (B-ploeg)-Ned. – 15,06 m
- 1972:  Indoorinterl. Ned.-West-Duitsland - 14,68 m
- 1972:  NK indoor – 13,90 m
- 1972: 4e NK – 14,28 m

### polsstokhoogspringen
- 1966:  NK – 4,00 m
- 1968:  NK – 4,10 m

### tienkamp
- 1963: 6e NK – 5.271 p
- 1964: 7e NK – 5.371 p
- 1965: 6e NK – 6.149 p.